# The Downfall and the Arising
The Downfall And the Arising è il secondo album del progetto Kammarheit di Pär Boström, registrato e pubblicato nel 2000. Composto da soli quattro brani, è il suo album più corto, sebbene tutte le tracce siano più lunghe della media (tre tracce superano i 9 minuti di durata, e una di queste, Building, Not Only Within This World, supera addirittura i 16 minuti).

## Lista tracce
Tutte le tracce sono composte da Pär Boström.
1. Bleeding at The Elysian Fields – 09:50
2. The Downfall – 12:54
3. Building, Not Only Within This World – 16:08
4. A Glimpse of The New Arising – 06:42

## Formazione
- Pär Boström – tastiere, programmazione